# Rob Jebb
Robert Jebb (Bingley, Ciutat de Bradford, Yorkshire, Anglaterra, 28 de febrer de 1975) és un corredor de muntanya i pilot de cyclo-cross anglès.
Guanyà la cursa anual de cyclo-cross Three Peaks, als Yorkshire Dales, durant set anys consecutius des de l'any 2000 i trencà el domini català a la Copa del Món de curses de muntanya (Skyrunner World Series) quan es proclamà campió l'any 2005.